# Novomîrhorodka, Vilneansk
Novomîrhorodka (în ucraineană Новомиргородка) este un sat în comuna Antonivka din raionul Vilneansk, regiunea Zaporijjea, Ucraina.

## Demografie
Componența lingvistică a localității Novomîrhorodka
     Ucraineană (94,16%)
     Rusă (5,84%)
Conform recensământului din 2001, majoritatea populației localității Novomîrhorodka era vorbitoare de ucraineană (94,16%), existând în minoritate și vorbitori de rusă (5,84%).